# Enigmaster scalaris
Enigmaster scalaris is een zeester uit de familie Goniasteridae.
De wetenschappelijke naam van de soort werd in 1996 gepubliceerd door Donald George McKnight & Helen Shearburn Clark.